# Celiptera thericles
Celiptera thericles is een vlinder uit de familie van de spinneruilen (Erebidae). De wetenschappelijke naam van de soort is voor het eerst geldig gepubliceerd in 1913 door Schaus.
De vlinder heeft lichtbruine vleugels met witte en donkere vlekken. De voorvleugels hebben ingewikkelde lijnen en vlekken, waaronder een grote witte vlek en een subtiele lijn dicht bij de rand. De achtervleugels zijn grijsachtig met een witte rand en een donkere lijn net voor de rand. De palpen en het lichaam zijn grijsachtig met witte vlekken. Het hoofd en de halskraag zijn donkerder.
Komt voor in Frans-Guyana